# ヨーロッパ数学会
ヨーロッパ数学会（英語：European Mathematical Society、略称：EMS）は、ヨーロッパにおける数学の発達を主な活動とするヨーロッパの組織。ヨーロッパの数学系学会、学術機関、および数学者個人から構成される。
1990年にポーランドのワルシャワ近郊にあるMadralinで設立された。2025年現在の会長はヤン・フィリップ・ソロヴェイ（Jan Philip Solovej）である。

## 賞
4年に一度、ECM（European Congress of Mathematics）とよばれる議会が結成され、32歳以下の数学に多大な功績を残した若手研究者10人にEMS賞が贈られる。2004年からは35歳以下の数学者に対して贈られることになった。

### 2012年受賞者
EMS賞： サイモン・ブレンドル（ドイツ）-エマニュエル・ブロイラード（フランス）- アレッシオ・フィガリ（イタリア）- アドリアン・イオアナ（ルーマニア）-マチュー・ルーウィン（フランス）-シプリアン・マノレスク（ルーマニア）-グレゴリー・ミエルモント（フランス）- ソフィー・モレル（フランス）-トムサンダース（英国）-コリンナウルシグレイ（イタリア）-
フェリックス・クライン賞： エマニュエル・トレラット（フランス）
オットーノイゲバウアー賞： Jan P. Hogendijk（オランダ）

### 2016年の受賞者
EMS賞： Sara Zahedi（イラン-スウェーデン）-Mark Braverman（イスラエル）-Vincent Calvez（フランス） -Guido de Philippis（イタリア） -ペーター・ショルツェ（ドイツ）F - PéterVarjú （ハンガリー）-Thomas Willwacher（ドイツ）-ジェームズ・メイナード（英国）-ユーゴー・デュミニル＝コパン（フランス） -Geordie Williamson（オーストラリア）
フェリックス・クライン賞： Patrice Hauret（フランス）
オットーノイゲバウアー賞： ジェレミーグレイ（英国）

### 2020年受賞者
EMS賞： カリム・アディプラシト（ドイツ）-Ana Caraiani（ルーマニア） -Alexander Efimov（ロシア） -Simion Filip（モルドバ）-Aleksandr Logunov（ロシア）-KaisaMatomäki（フィンランド）-PhanThànhNam（ベトナム）-Joaquim Serra（スペイン）  -Jack Thorne（英国）-マリナ・ヴィヤゾフスカ（ウクライナ）
フェリックス・クライン賞： Arnulf Jentzen（ドイツ）
オットー・ノイゲバウアー賞： Karine Chemla（フランス）

## 加盟組織

### 国際組織
- European Consortium for Mathematics in Industry - ECMI
- European Society for Mathematical and Theoretical Biology - ESMTB
- Gesellschaft für Angewandte Mathematik und Mechanik - GAMM
- International Association of Applied Mathematics and Mechanics
- Mathematical Society of South Eastern Europe - MASSEE

### 非国際組織
- オーストリア数学会
- ベラルーシ数学会
- ベルギー数学会
- ベルギー統計学会
- ボスニア数学会
- ブルガリア数学者連合（Union of Bulgarian Mathematicians）
- クロアチア数学会
- キプロス数学会（英語版）
- チェコ数学会
- デンマーク数学会
- エストニア数学会
- フィンランド数学会
- フランス数学会
- Society of Applied & Industrial Mathematicians
- ドイツ数学会
- グルジア数学連合（Georgian Mathematical Union）
- ギリシア数学会（英語版）
- János Bolyai Mathematical Society
- アイスランド数学会
- アイルランド数学会（英語版）
- イスラエル数学会
- Italian Association of Mathematics Applied to Economic and Social Sciences
- Società Italiana di Matematica Applicata e Industriale
- イタリア数学連合（英語版）
- ラトビア数学会
- リトアニア数学会
- ルクセンブルク数学会（英語版）
- Macedonian Society Association Mathematics/Computer Science

- マルタ数学会
- 王立オランダ数学会
- ノルウェー数学会
- Norwegian Statistical Association
- ポーランド数学会
- Portuguese Mathematical Society
- ルーマニア数学会
- Romanian Society of Mathematicians
- モスクワ数学会
- Society of Mathematicians, Physicists and Astronomers of Slovenia
- St. Petersburg Mathematical Society
- ウラル数学会
- ボロネシ数学会
- Union of Slovak Mathematicians and Physicists - JSMF
- Real Sociedad Matemática Española (Royal Spanish Math. Society)
- Sociedad Española de Matemática Aplicada (Spanish Soc. of Appl. Math.)
- Societat Catalana de Matemàtiques (Catalanian Society of Mathematics)
- Spanish Society of Statistics and Operations Research
- スウェーデン数学会
- スウェーデン統計学会
- スイス数学会（英語版）
- Kharkov Mathematical Society
- ウクライナ数学会
- エディンバラ数学会
- Institute of Mathematics and its Applications
- ロンドン数学会